# Рыльский, Яков Ануфриевич
Я́ков Ану́фриевич Ры́льский (25 октября 1928, Александровка, Шемонаихинский район, Семипалатинский округ, Казахская АССР, РСФСР, СССР — 9 декабря 1999, Москва, Российская Федерация) — советский саблист. Заслуженный мастер спорта СССР (1961).

## Биография
Начал заниматься фехтованием в 1950 году (выступал за «Динамо»), и в 1953 году вошёл в состав сборной СССР.
В 1954 году выиграл чемпионат страны, и побеждал в нём ещё трижды. В 1955 году выполнил норматив мастера спорта СССР.
В 1956 году участвовал в Олимпийских играх в Мельбурне. В финале команда СССР проиграла командам Польши (7:9) и Венгрии (7:9), но ей все же удалось стать бронзовым призёром, обыграв в матче за 3-е место команду Франции. Сам же Рыльский выбыл в четвертьфинале индивидуальных состязаний.
В 1958 году первенствовал на чемпионате мира.
В 1960 году вновь вошёл в состав олимпийской сборной на играх в Риме, на которых советские саблисты заняли 5-е место, а Рыльский был восьмым в индивидуальном первенстве.
В 1961 году во второй раз выиграл чемпионат мира и стал заслуженным мастером спорта СССР.
В 1963 году стал трёхкратным чемпионом мира и выиграл в Париже кубок Дантцера.
В следующем году на Олимпиаде в Токио Рыльский в составе советской команды завоевал золото и был в индивидуальном первенстве четвёртым.
После завершения выступлений работал тренером в «Динамо», а затем — рабочим по спортсооружениям ЦСКА.
Скончался через три с половиной месяца после смерти своего лучшего друга Умяра Мавлиханова. Похоронен на кладбище «Ракитки».

## Награды
- Медаль «За трудовую доблесть» (27.04.1957) — «за успехи, достигнутые в деле развития массового физкультурного движения в стране, повышения мастерства советских спортсменов, и успешное выступление на международных соревнованиях»

## Память
На турнире «Московская сабля» вручается приз имени Якова Рыльского.